# La Fine Fleur
Pour plus de détails, voir Fiche technique et Distribution.
La Fine Fleur est une comédie française réalisée par Pierre Pinaud et sortie en 2020.

## Synopsis
Ève, une créatrice de roses renommée, dirige une entreprise horticole héritée de son père, qui connaît de graves difficultés financières. Sa secrétaire a recruté trois employés en contrat de réinsertion sans formation horticole.
Le nom et les compétences d'Ève sont convoités par un concurrent puissant, Lamarzelle, qu'elle ne supporte pas, car il ne partage pas son éthique professionnelle et est avant tout guidé par la soif de profit. 
Ève souhaite créer un nouvel hybride à partir d'une rose exceptionnelle, dont Lamarzelle possède un des très rares exemplaires. Celui-ci refusant de collaborer, ce qui est contraire aux habitudes de la profession, elle décide d'exploiter l'expérience de délinquant de Fred, un de ses trois nouveaux employés, en allant voler le rosier qu'elle convoite. 
Le cambriolage réussit, et Ève se rend compte à cette occasion que Fred a un sens de l'odorat exceptionnel qui pourrait lui ouvrir les portes d'une carrière dans la parfumerie. Ève réalise l'hybridation sur laquelle repose tous ses espoirs de sauver son entreprise.  
Devant absolument avoir des rentrées financières pour tenir jusqu'à la floraison des hybrides, Ève envoie Samir et Nadège vendre des rosiers en porte-à-porte. À la suite d'une averse de grêle qui cause de nombreux dégâts à ses cultures, elle se résigne à hypothéquer sa maison et à vendre une partie de ses meubles.  
L'hybridation ne donne malheureusement pas les résultats qu'elle escomptait, les fleurs obtenues ne répondent pas à ses espérances. Ève se résigne alors à vendre son entreprise à Lamarzelle. Tandis qu'elle s'apprête à signer le contrat de vente, Nadège se rend compte qu'un des hybrides qu'elle, Samir et Fred ont réalisé pour s'exercer a donné un résultat inattendu, un rosier exceptionnel qui peut être primé. Ève renonce alors à vendre. Le nouveau rosier gagne la médaille d'or du concours de Bagatelle. Et Fred commence sa formation pour travailler dans la parfumerie.   

## Fiche technique
- Titre original : La Fine Fleur
- Réalisation : Pierre Pinaud
- Scénario : Pierre Pinaud et Fadette Drouard
- Photographie : Guillaume Deffontaines
- Montage : Valérie Deseine
- Décors : Philippe Chiffre
- Costumes : Élise Bouquet et Reem Kuzayli
- Production : Stéphanie Carreras et Philippe Pujo
- Production exécutive : David Giordano
- Sociétés de production : Estrella, France 3 Cinéma et Auvergne-Rhône-Alpes Cinéma, en partenariat avec les SOFICA Cinéaxe 2019, Palatine Étoile 17 et Sofitvciné 7
- Sociétés de distribution : Charades et Diaphana Distribution
- Budget : 5,97 millions d'euros
- Pays d'origine :  France
- Langue originale : français
- Format : couleur
- Genre : comédie dramatique
- Durée : 94 minutes
- Dates de sortie :
  - France : 29 août 2020 (festival du film francophone d'Angoulême)[1] ; 30 juin 2021 (en salles)
  - Belgique, Suisse romande : 30 juin 2021

## Distribution
- Catherine Frot : Ève
- Melan Omerta : Fred
- Fatsah Bouyahmed : Samir
- Olivia Côte : Véra
- Marie Petiot : Nadège
- Vincent Dedienne : Lamarzelle
- Serpentine Teyssier : la mère de Fred
- Pasquale d'Inca : M. Papandréou
- Olivier Breitman : le président du concours
- Christophe Gendreau : l'avocat de Lamarzelle
- Charline Paul : l'hôtesse d’accueil du concours

## Critiques
Sur le site Allociné, le film obtient la note de 3,3/5, sur la base de 20 critiques. 
Yannick Vély souligne dans Paris-Match le jeu de Catherine Frot, « tout en nuance et en fantaisie », ainsi que les images de Guillaume Desfontaines, mais déplore un scénario sans surprises. Le Figaro considère le film comme une « comédie gracieuse et plus profonde qu'il n'y parait » où Catherine Frot excelle.

### Box-office
| Pays ou région | Box-office      | Date d'arrêt du box-office | Nombre de semaines |
| -------------- | --------------- | -------------------------- | ------------------ |
| France         | 201 940 entrées | 10 août 2021               | 6                  |
| Total mondial  | 2 001 122 $     | -                          | -                  |